# Grupo de danza folclórica Stchastia
El Grupo de danza folclórica Stchastia (en portugués: Grupo de dança folclórica Stchastia) es una asociación cultural sin fines de lucro de la ciudad de Campo Mourão, en Brasil.
Pertenece a la Parroquia de la Santísima Trinidad de la Iglesia greco-católica ucraniana. Cuenta con 30 miembros que forman parte del grupo de danzas divididos en dos grupos: infantil y adulto.
A diferencia de los cuerpos de ballet de otras comunidades, una particularidad destacada entre los ucranianos es que casi todos sus ballets están vinculados y administrados por las iglesias. Esta organización se percibe como la forma más adecuada de mantenerlos, evitando la influencia de intereses particulares. En cada festividad o evento religioso, cívico o político, los integrantes del ballet participan vistiendo trajes tradicionales y portando estandartes que reflejan su afiliación.
En idioma ucraniano, Stchastia (Щастя) significa felicidad y tiene un significado profundo y simbólico, ya que la búsqueda de la felicidad y la alegría está muy presente en las tradiciones ucranianas, sus canciones y danzas folclóricas. Estas expresiones culturales suelen reflejar el amor por la vida, la conexión con la naturaleza y la celebración de momentos compartidos en comunidad.

## Historia
El surgimiento del Grupo coincide con el 36º Congreso de la Juventud Ucraniano-Brasileña, realizado en 2009 en la ciudad de União da Vitória, en el estado de Paraná.
Los jóvenes presentes sintieron la necesidad de mantener viva la cultura ucraniana y se reunieron el 14 de febrero de 2009 en Campo Mourão para dar inicio a las actividades de danzas folclóricas. Tuvieron el apoyo de la Parroquia Ucraniana de la Santísima Trinidad, la Secretaría de Cultura del Municipio y de bailarines experimentados de otros grupos.
El grupo celebra todos los años la fiesta julina de Iván Kupala, evento que ocurre frecuentemente el 6-7 de julio del calendario gregoriano, siendo el 23-24 de junio según el calendario del cristianismo ortodoxo, el calendario juliano.
El grupo participa activamente en cada edición del Festival Nacional de Danzas Ucranianas, evento que nació para preservar las tradiciones culturales y fomentar la integración entre los grupos folclóricos. Se realiza cada año en diferentes ciudades del sur de Brasil.